# Maria Magdalena Tryjarska

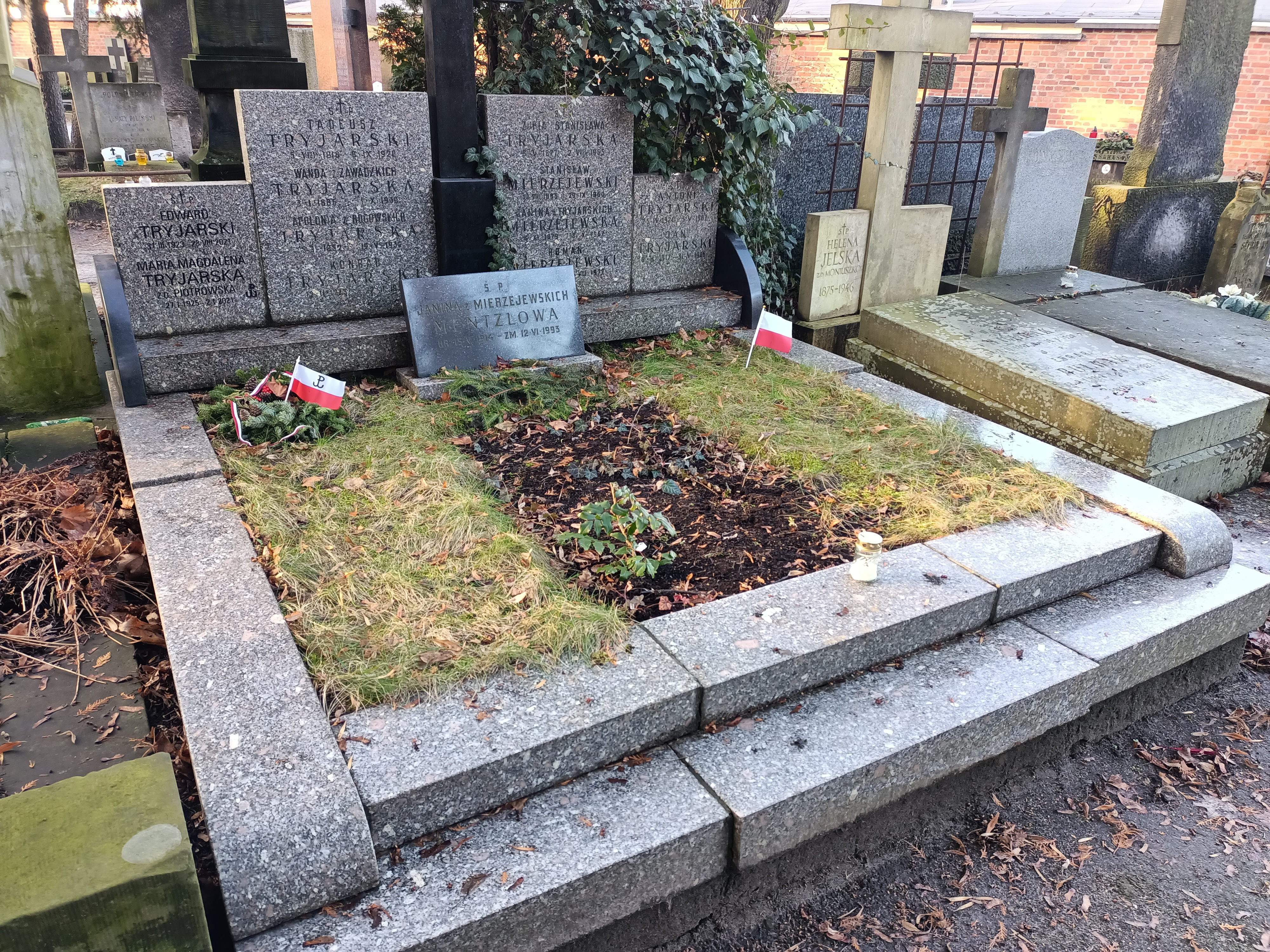
Grób Marii Magdaleny Tryjarskiej na cmentarzu Powązkowskim

Maria Magdalena Tryjarska (ur. 27 stycznia 1925 w Warszawie, zm. 2 stycznia 2021) – polska matematyczka, prof. dr hab., uczestniczka powstania warszawskiego.

## Życiorys
Była żołnierzem Armii Krajowej i łączniczką w czasie powstania warszawskiego. Obroniła pracę doktorską, następnie uzyskała stopień doktora habilitowanego. Została zatrudniona na stanowisku profesora na Wydziale Matematyki i Nauk Informacyjnych Politechniki Warszawskiej, oraz profesora nadzwyczajnego na Wydziale Ekologii w Wyższej Szkole Ekologii i Zarządzania w Warszawie.
Zmarła 2 stycznia 2021, pochowana na Cmentarzu Powązkowskim, brama IV. kw. T, rząd 5, miejsce 14.